# Superficiel et léger
Singles de Michel Berger et France Gall
Les Élans du cœur
(1992) Mademoiselle Chang
(1993)
Superficiel et léger est une chanson de Michel Berger et France Gall. Second single extrait de l'album Double Jeu, paru en 1992 et publié deux mois après la mort de Berger, il reste durant quatre semaines consécutifs au Top 50 tout le mois de décembre 1992, avant de revenir en février 1993 à la 42e place pour une seule semaine.

## Classement
| Classement (1992-93) | Meilleure position |
| -------------------- | ------------------ |
| France (SNEP)        | 42                 |